# Gloiobdella elongata
Gloiobdella elongata är en ringmaskart som först beskrevs av Castle 1900.  Gloiobdella elongata ingår i släktet Gloiobdella och familjen broskiglar. Inga underarter finns listade i Catalogue of Life.